# هنري هويل هوورث
السير هنري هويل هوورث (بالإنجليزية: Henry Hoyle Howorth)‏ (1842 - 1923 م) هو سياسي محافظ ومؤرخ، بريطاني.
من آثاره: «تاريخ المغول»، في خمسة أجزاء (لندن، 1876 - 1888 م).